# Хоенфелс-Есинген
Хоенфелс-Есинген (њем. Hohenfels-Essingen) општина је у њемачкој савезној држави Рајна-Палатинат. Једно је од 109 општинских средишта округа Вулканајфел. Према процјени из 2010. у општини је живјело 352 становника. Посједује регионалну шифру (AGS) 7233033.

## Географски и демографски подаци
Хоенфелс-Есинген се налази у савезној држави Рајна-Палатинат у округу Вулканајфел. Општина се налази на надморској висини од 440 метара. Површина општине износи 5,0 km². У самом мјесту је, према процјени из 2010. године, живјело 352 становника. Просјечна густина становништва износи 70 становника/km².